# Konew (naczynie)

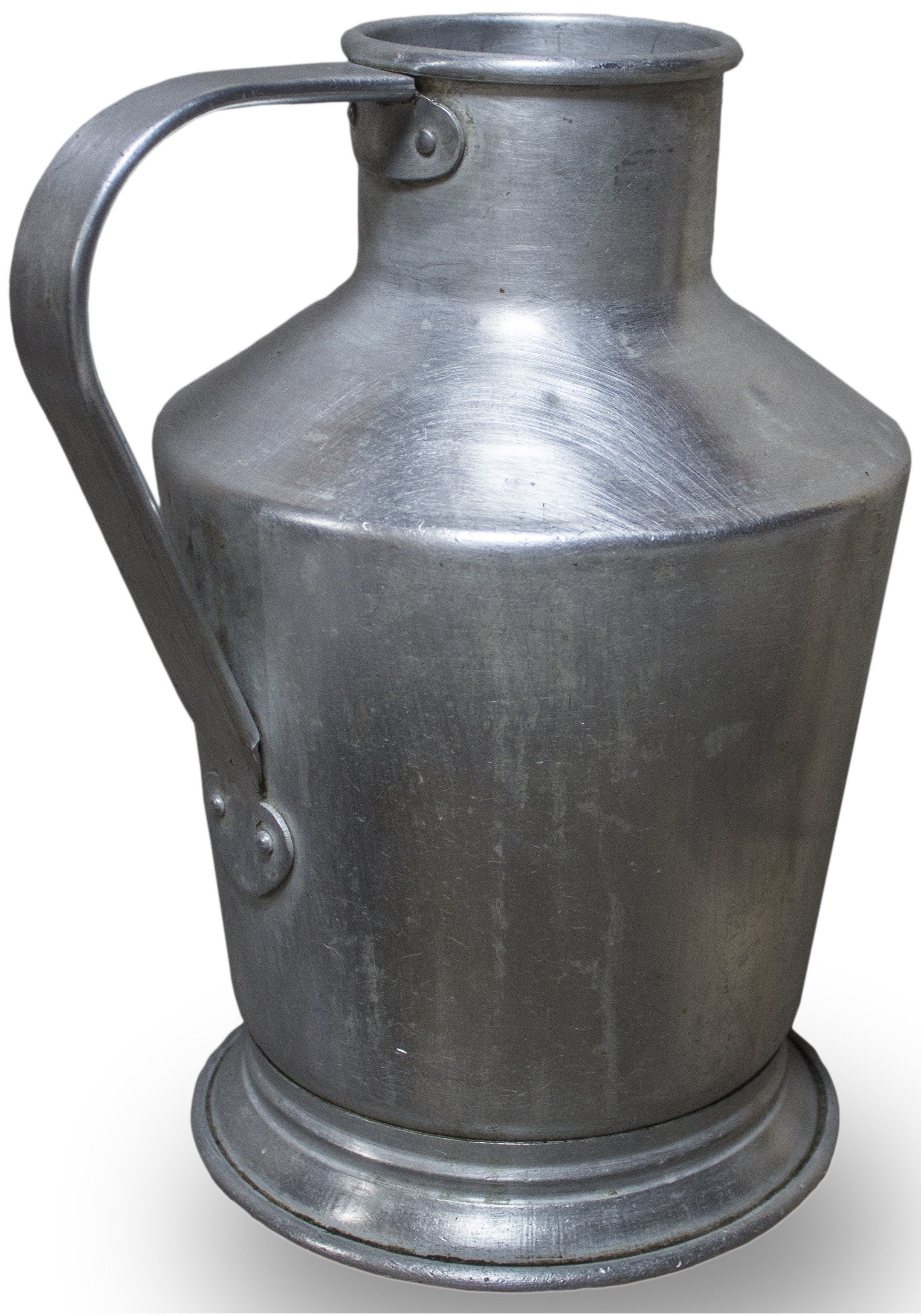
Metalowa konew z uchwytem.

Konew – duże naczynie do przechowywania i noszenia płynów.